# Sommesous
Sommesous est une commune française, située dans le département de la Marne en région Grand Est.

## Géographie

### Localisation
Sommesous est située dans le sud de la Marne, à la frontière avec l'Aube.
Le village est situé à 29 km au sud-ouest de Châlons-en-Champagne et à 8 km au sud de l'aéroport Paris-Vatry.
|                   | Bussy-Lettrée         | Dommartin-Lettrée |
| Haussimont        | Sommesous             | Soudé             |
| Montépreux (Aube) | Mailly-le-Camp (Aube) | Poivres           |

### Géologie et relief
La commune est située dans la Champagne crayeuse.
Plusieurs sommets de la commune dépassent les 190 mètres : le Mont Tronçon (à l'est), le Mont Pelé (au nord) et le Mont Menou (au sud-ouest), mais c'est près de ce dernier, au lieu-dit la Motte des Vignes, que se trouve le point culminant de Sommesous, à 205 m.

### Voies de communication et transports
Sommesous est desservie par la route nationale 4, qui passe au sud du village, et l'ancienne route nationale 77 (RD 977), à l'est.
La commune est également traversée par l'autoroute A26. Une aire de service se situe sur le territoire sommesouyot, ainsi que deux sorties : la sortie no 20, et la sortie no 19 menant à l'aéroport de Vatry.

### Hydrographie
La commune est dans la région hydrographique « la Seine de sa source au confluent de l'Oise (exclu) » au sein du bassin Seine-Normandie. Elle est drainée par la Somme-Soude,.
La Somme-Soude, d'une longueur de 60 km, prend sa source dans la commune  et se jette  dans la Marne à Aigny, après avoir traversé 18 communes.

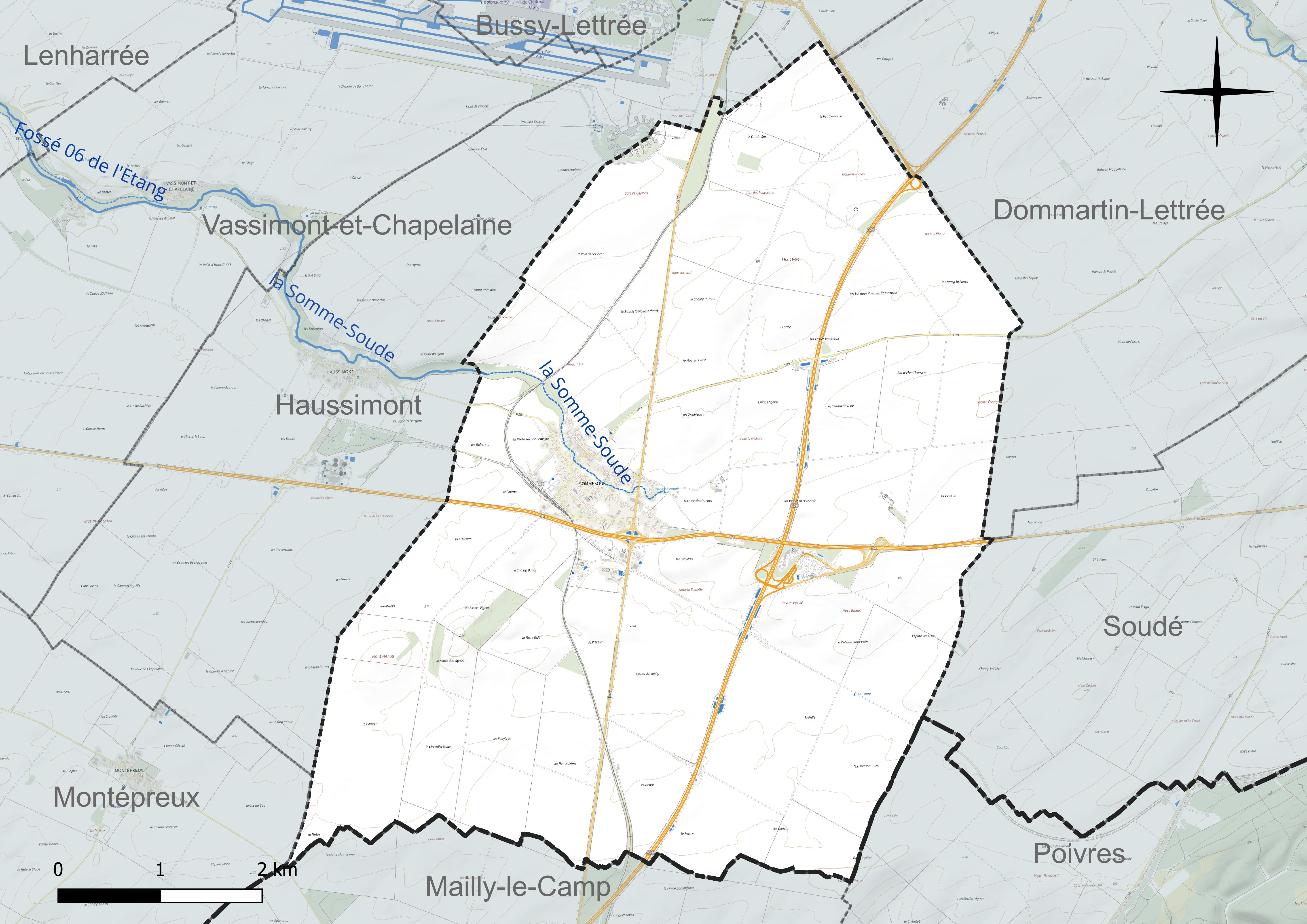
Réseau hydrographique de Sommesous.

### Climat
Pour des articles plus généraux, voir Climat du Grand Est et Climat de la Marne.
En 2010, le climat de la commune est de type climat océanique dégradé des plaines du Centre et du Nord, selon une étude du Centre national de la recherche scientifique s'appuyant sur une série de données couvrant la période 1971-2000. En 2020, Météo-France publie une typologie des climats de la France métropolitaine dans laquelle la commune est exposée à un climat océanique altéré et est dans la région climatique  Nord-est du bassin Parisien, caractérisée par un ensoleillement médiocre, une pluviométrie moyenne régulièrement répartie au cours de l’année et un hiver froid (3 °C).
Pour la période 1971-2000, la température annuelle moyenne est de 10,5 °C, avec une amplitude thermique annuelle de 15,7 °C. Le cumul annuel moyen de précipitations est de 746 mm, avec 12 jours de précipitations en janvier et 8,3 jours en juillet. Pour la période 1991-2020, la température moyenne annuelle observée sur la station météorologique installée sur la commune est de 10,8 °C et le cumul annuel moyen de précipitations est de 816,9 mm. 
La température maximale relevée sur cette station est de 42,2 °C, atteinte le 25 juillet 2019 ; la température minimale est de −26,5 °C, atteinte le 14 février 1956,,.
| Mois                                  | jan.             | fév.             | mars           | avril       | mai             | juin            | jui.          | août         | sep.            | oct.          | nov.           | déc.           | année      |
| ------------------------------------- | ---------------- | ---------------- | -------------- | ----------- | --------------- | --------------- | ------------- | ------------ | --------------- | ------------- | -------------- | -------------- | ---------- |
| Température minimale moyenne (°C)     | −0,1             | −0,2             | 1,7            | 3,7         | 7,7             | 10,7            | 12,6          | 12,4         | 9,1             | 6,8           | 3,2            | 0,8            | 5,7        |
| Température moyenne (°C)              | 2,9              | 3,6              | 6,8            | 9,9         | 13,9            | 17,2            | 19,5          | 19,2         | 15,3            | 11,4          | 6,5            | 3,6            | 10,8       |
| Température maximale moyenne (°C)     | 5,9              | 7,4              | 11,9           | 16,1        | 20,2            | 23,7            | 26,3          | 26           | 21,5            | 16            | 9,8            | 6,3            | 15,9       |
| Record de froid (°C) date du record   | −22,5 17.01.1985 | −26,5 14.02.1956 | −14,5 01.03.05 | −8 08.04.03 | −4 05.05.1957   | −1 06.06.1957   | 1 08.07.1954  | 2 30.08.1993 | −1 06.09.1993   | −5,5 28.10.03 | −13 24.11.1998 | −19 31.12.1970 | −26,5 1956 |
| Record de chaleur (°C) date du record | 16 05.01.1999    | 21,5 28.02.1960  | 26,1 31.03.21  | 31 20.04.18 | 34,5 25.05.1953 | 38,5 30.06.1952 | 42,2 25.07.19 | 41 12.08.03  | 35,1 03.09.1962 | 28,7 13.10.23 | 22 07.11.15    | 17 17.12.15    | 42,2 2019  |
| Précipitations (mm)                   | 72,3             | 62,3             | 58,7           | 56,2        | 68              | 62,9            | 67,8          | 67,4         | 61,3            | 76,3          | 73,8           | 89,9           | 816,9      |

| Diagramme climatique                                  |             |             |             |           |              |              |            |             |           |            |            |
| J                                                     | F           | M           | A           | M         | J            | J            | A          | S           | O         | N          | D          |
| 5,9−0,172,3                                           | 7,4−0,262,3 | 11,91,758,7 | 16,13,756,2 | 20,27,768 | 23,710,762,9 | 26,312,667,8 | 2612,467,4 | 21,59,161,3 | 166,876,3 | 9,83,273,8 | 6,30,889,9 |
| Moyennes : • Temp. maxi et mini °C • Précipitation mm |             |             |             |           |              |              |            |             |           |            |            |

Les paramètres climatiques de la commune ont été estimés pour le milieu du siècle (2041-2070) selon différents scénarios d'émission de gaz à effet de serre à partir des nouvelles projections climatiques de référence DRIAS-2020. Ils sont consultables sur un site dédié publié par Météo-France en novembre 2022.

## Urbanisme

### Typologie
Au 1er janvier 2024, Sommesous est catégorisée commune rurale à habitat dispersé, selon la nouvelle grille communale de densité à sept niveaux définie par l'Insee en 2022.
Elle est située hors unité urbaine. Par ailleurs la commune fait partie de l'aire d'attraction de Châlons-en-Champagne, dont elle est une commune de la couronne,. Cette aire, qui regroupe 97 communes, est catégorisée dans les aires de 50 000 à moins de 200 000 habitants,.

### Occupation des sols
L'occupation des sols de la commune, telle qu'elle ressort de la base de données européenne d’occupation biophysique des sols Corine Land Cover (CLC), est marquée par l'importance des territoires agricoles (94,1 % en 2018), en diminution par rapport à 1990 (95,4 %). La répartition détaillée en 2018 est la suivante : 
terres arables (94,1 %), zones industrielles ou commerciales et réseaux de communication (3 %), zones urbanisées (2,5 %), forêts (0,4 %). L'évolution de l’occupation des sols de la commune et de ses infrastructures peut être observée sur les différentes représentations cartographiques du territoire : la carte de Cassini (XVIIIe siècle), la carte d'état-major (1820-1866) et les cartes ou photos aériennes de l'IGN pour la période actuelle (1950 à aujourd'hui).

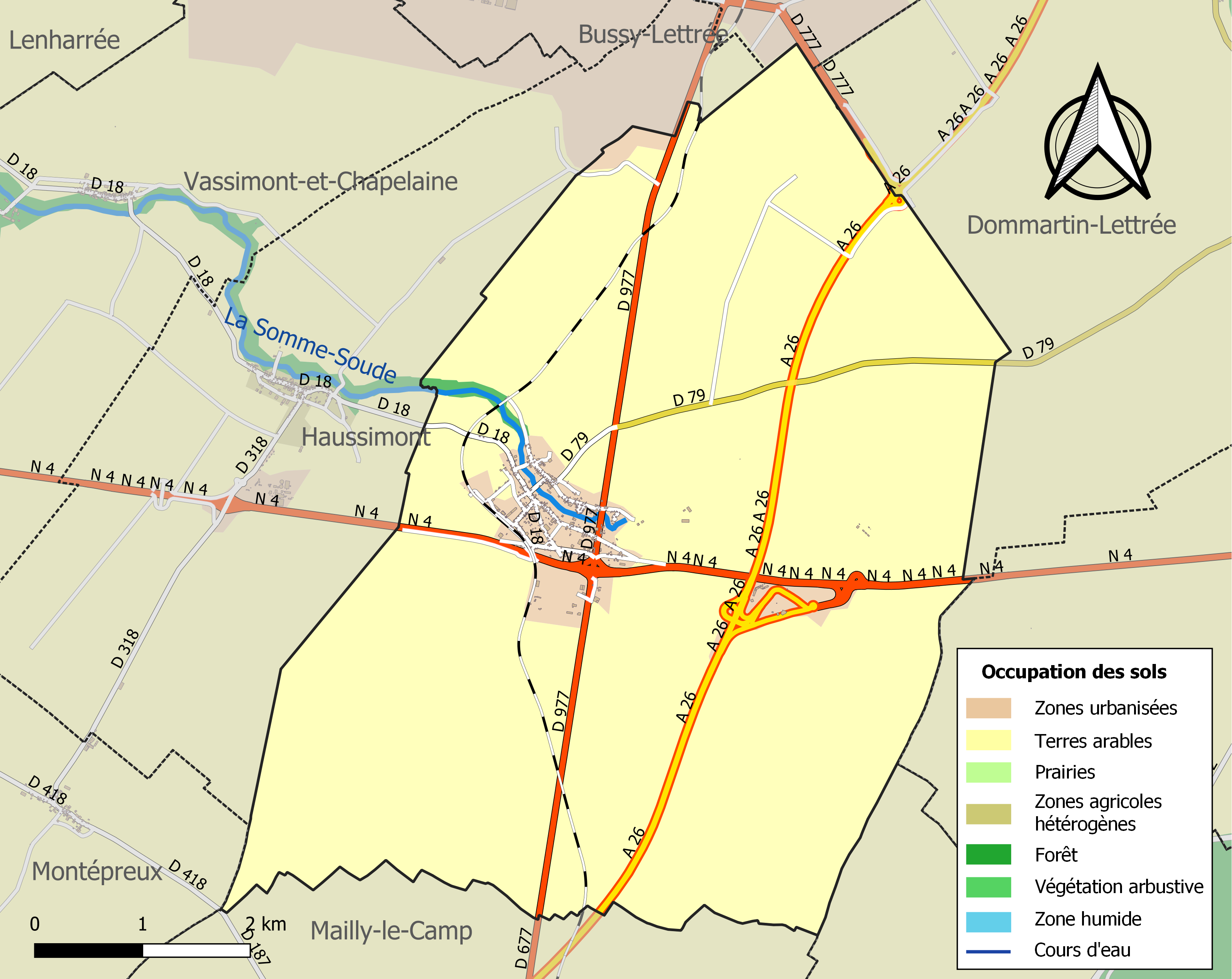
Carte des infrastructures et de l'occupation des sols de la commune en 2018 (CLC).

## Toponymie
Le nom de la localité est attesté sous les formes Summus Saltus (1032) ; Summus Salderus (1107) ; Summesolt (1179) ; Summesaut (1197) ; Summesout, Sommesaut (1197) ; Sumesout (1205) ; Sommesout (1216) ; Somesout (1218) ; Summesaudum (1218) ; Somesot, Sonmesout (1218) ; Summesot (1226) ; Sumesot (1227) ; Soumesout (1236) ; Somesolt (1243) ; Sommessout, Soumessout (vers 1252) ; Somesaut (1256) ; Sommezot (1256-1270) ; Sonmessolt, Sommesolt (vers 1300) ; Sonmesolt (1367) ; Sommus Saltus (1405) ; Sommesoubz (1576) ; Sommesou (1602) ; Sommesol (1605) ; Sommesouz (1619) ; Sommesolz (1652) ; Sommesoux (1696) ; Sommesous (1715) ; Sommesous (1405).

Dans la toponymie locale, les lieux appelés somme désignent une « source », pour Sommesous, « source de la Sous », ruisseau qui prend naissance à Sommesous et se jette dans la Soude. Somme est dérivé du latin summus ou summa (« point le plus haut ») ; la source étant le point le plus haut de la vallée.
La Somme, ruisseau qui se réunit à la Soude, prend le nom de Somme-Soude vers (1860), rivière qui prend sa source à Sommesous.

## Histoire
Le village est en partie détruit en septembre 1914 durant la première bataille de la Marne.
En 1944, la commune fut le point terminal de la boucle est du Red Ball Express, un système d'approvisionnement par convois routiers du front depuis le port de Cherbourg.

## Politique et administration
À la Révolution française, la commune rejoint le canton de Soudé-le-Grand. En 1801, elle intègre le canton de Sompuis, dans l'arrondissement de Vitry-le-François.
À la suite du redécoupage cantonal de 2014 en France, la commune est désormais rattachée au canton de Châlons-en-Champagne-3.
Par décret du 29 mars 2017, la commune est détachée le 31 mars 2017 de l'arrondissement de Vitry-le-François pour intégrer l'arrondissement de Châlons-en-Champagne.

### Intercommunalité
Conformément au schéma départemental de coopération intercommunale de la Marne du 15 décembre 2011, la commune antérieurement membre de la communauté de communes de l'Europort, est désormais membre de la nouvelle communauté d'agglomération Cités-en-Champagne.
Celle-ci résulte en effet de la fusion, au 1er janvier 2014, de l'ancienne communauté d'agglomération de Châlons-en-Champagne, de la communauté de communes de l'Europort, de la communauté de communes de Jâlons (sauf la commune de Pocancy qui a rejoint la communauté de communes de la Région de Vertus) et de la communauté de communes de la Région de Condé-sur-Marne,.

### Liste des maires
| Période                                  | Période                      | Identité              | Étiquette | Qualité                                                                |
| ---------------------------------------- | ---------------------------- | --------------------- | --------- | ---------------------------------------------------------------------- |
| Les données manquantes sont à compléter. |                              |                       |           |                                                                        |
| an VIII                                  | an XIII                      | Michel Hubert         |           |                                                                        |
| 1824                                     | 1835                         | Louis Brisson-Celliez |           |                                                                        |
| 1876                                     | 1900                         | Léandre Prévost       |           | Conseiller d'arrondissement (1886-1895)                                |
| 1900                                     | 1912                         | Alphonse Delétrée     |           | Conseiller d'arrondissement (1895-1913) Conseiller général (1913-1919) |
| 1912                                     | 1935                         | Albert Vallet         |           | Conseiller général (1919-1935)                                         |
|                                          |                              | Paul Dautel           | Droite    | Exploitant agricole                                                    |
| Les données manquantes sont à compléter. |                              |                       |           |                                                                        |
| 1977                                     | 2001                         | Bernard Foy           | Droite    | Exploitant agricole                                                    |
| 2001                                     | 2014                         | François Bourbier     | AC        | Président de la CC de l'Europort (2008 → 2013)                         |
| 2014                                     | En cours (au 4 juillet 2014) | Jean-Michel Pointud   |           |                                                                        |

## Population et société

### Démographie
L'évolution du nombre d'habitants est connue à travers les recensements de la population effectués dans la commune depuis 1793. Pour les communes de moins de 10 000 habitants, une enquête de recensement portant sur toute la population est réalisée tous les cinq ans, les populations de référence des années intermédiaires étant quant à elles estimées par interpolation ou extrapolation. Pour la commune, le premier recensement exhaustif entrant dans le cadre du nouveau dispositif a été réalisé en 2005.

En 2022, la commune comptait 474 habitants, en évolution de −11,07 % par rapport à 2016 (Marne : −1,19 %, France hors Mayotte : +2,11 %).
| 1793 | 1800 | 1806 | 1821 | 1831 | 1836 | 1841 | 1846 | 1851 |
| ---- | ---- | ---- | ---- | ---- | ---- | ---- | ---- | ---- |
| 481  | 458  | 460  | 425  | 482  | 508  | 593  | 605  | 565  |

| 1856 | 1861 | 1866 | 1872 | 1876 | 1881 | 1886 | 1891 | 1896 |
| ---- | ---- | ---- | ---- | ---- | ---- | ---- | ---- | ---- |
| 521  | 511  | 487  | 467  | 482  | 507  | 518  | 520  | 502  |

| 1901 | 1906 | 1911 | 1921 | 1926 | 1931 | 1936 | 1946 | 1954 |
| ---- | ---- | ---- | ---- | ---- | ---- | ---- | ---- | ---- |
| 501  | 513  | 489  | 475  | 471  | 478  | 450  | 518  | 469  |

| 1962 | 1968 | 1975 | 1982 | 1990 | 1999 | 2005 | 2006 | 2010 |
| ---- | ---- | ---- | ---- | ---- | ---- | ---- | ---- | ---- |
| 540  | 515  | 457  | 430  | 400  | 401  | 429  | 428  | 469  |

| 2015 | 2020 | 2022 | - | - | - | - | - | - |
| ---- | ---- | ---- | - | - | - | - | - | - |
| 526  | 487  | 474  | - | - | - | - | - | - |

### Manifestations culturelles et festivités
- Au concours des villes et villages fleuris, le village est labellisé une fleur.

## Économie
- Exploitations agricoles.

## Culture et patrimoine

### Lieux et monuments
- L'église Saint-Denis, de style roman (XIe siècle)[29]. Elle est classée monument historique en 1916[30] et est restaurée après les destructions de la Première Guerre mondiale[18]. À l'intérieur, une dalle funéraire en pierre du XIVe siècle est également classée à titre d'objet[31].

### Personnalités liées à la commune

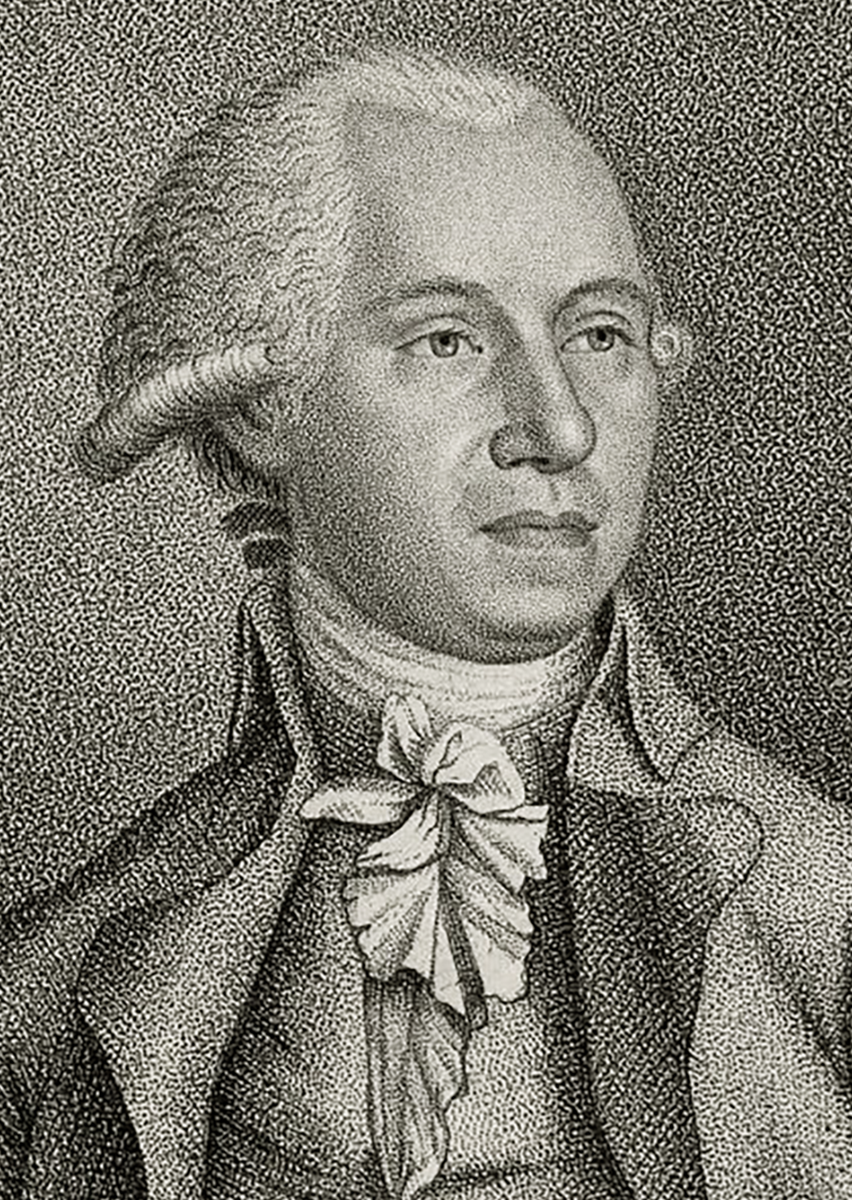
Pierre-Louis Prieur.

- Pierre-Louis Prieur dit « Prieur de la Marne », né le 1er août 1756 à Sommesous (Marne), mort le 31 mai 1827 à Bruxelles, avocat à Châlons-en-Champagne, fut député à la Convention nationale, et membre du Comité de salut public du 10 juillet 1793 au 13 thermidor an II (31 juillet 1794), puis encore du 15 vendémiaire au 15 pluviôse an III (6 octobre 1794-3 février 1795).
- Augustin Maillet (imprimeur), né au village.